# Norceca Final Six (damer)
Norceca Final Six är en volleybolltävling för landslag från NORCECA:s medlemsförbund. Den fungerar även som kval till nordamerikanska mästerskapet och panamerikanska cupen.

## Resultat per år
| Säsong               | Säsong                  | Podium                  | Podium                  | Podium      |
| År                   | Spelplats               | Guld                    | Silver                  | Brons       |
| -------------------- | ----------------------- | ----------------------- | ----------------------- | ----------- |
| 2021 mer information | Santo Domingo           | Dominikanska republiken | Mexiko                  | USA         |
| 2022 mer information | Santo Domingo           | Dominikanska republiken | USA                     | Puerto Rico |
| 2023 mer information | Santo Domingo           | USA                     | Dominikanska republiken | Kuba        |
| 2024 mer information | Dominikanska republiken |                         |                         |             |

## Medaljliga
| Pos. | Lag                     | Guld | Silver | Brons |
| ---- | ----------------------- | ---- | ------ | ----- |
| 1    | Dominikanska republiken | 2    | 1      | -     |
| 2    | USA                     | 1    | 1      | 1     |
| 3    | Mexiko                  | -    | 1      | -     |
| 4    | Kuba                    | -    | -      | 1     |
|      | Puerto Rico             | -    | -      | 1     |